# Climacteris affinis
Climacteris affinis е вид птица от семейство Climacteridae.

## Разпространение
Видът е разпространен в Австралия.